# Matiloxis rufinalis
Matiloxis rufinalis là một loài bướm đêm trong họ Noctuidae.